# اصلانبک ادیف
اصلانبک ادیف (انگلیسی: Aslanbek Ediev؛ زادهٔ ۴ ژانویهٔ ۱۹۷۰) وزنه‌بردار اهل روسیه بود.
وی در مسابقات کشوری و بین‌المللی در مجموع برندهٔ ۲ مدال نقره، ۲ مدال برنز شده‌است.